# Kassina
Kassina (Girard, 1853) è un genere di anfibi anuri della famiglia Hyperoliidae, diffuso nell'Africa subsahariana.

## Tassonomia
Comprende le seguenti specie:
- Kassina arboricola Perret, 1985
- Kassina cassinoides Boulenger, 1903)
- Kassina cochranae Loveridge, 1941)
- Kassina decorata Angel, 1940)
- Kassina fusca Schiøtz, 1967
- Kassina jozani Msuya et al., 2006
- Kassina kuvangensis (Monard, 1937)
- Kassina lamottei Schiøtz, 1967
- Kassina maculifer (Ahl, 1924)
- Kassina maculosa (Sternfeld, 1917)
- Kassina mertensi Laurent, 1952
- Kassina schioetzi Rödel et al., 2002
- Kassina senegalensis (Duméril & Bibron, 1841)
- Kassina somalica Scortecci, 1932
- Kassina wazae Amiet, 2007